# Mestre Pastinha
Vicente Ferreira Pastinha (* 5. April 1889 in Salvador da Bahia, Brasilien; † 13. November 1981 ebenda) war ein brasilianischer Kampfsportler.
Mestre (Meister) Pastinha ist als Begründer der Capoeira de Angola bekannt, der „afrikanischen“ Stilrichtung der Kampfsportart Capoeira. Pastinha hat ganz maßgeblich zur Entwicklung dieser Stilrichtung beigetragen zu einer Zeit, in der Capoeira noch durch das Gesetz verboten war.
Noch heute lebt ein Schüler von ihm, Mestre João Grande, der nun in New York seine Kenntnisse weitergibt. Mestre João Pequeno, ebenfalls Schüler von Mestre Pastinha, ist am 9. Dezember 2011 in Bahia gestorben.

## Die prägenden Jahre
Mestre Pastinha begann, Capoeira im Alter von 8 Jahren von einem Afrikaner mit dem Namen Benedito zu lernen. Hierzu gibt es eine kleine Geschichte: Ein älterer und stärkerer Junge aus Pastinhas Nachbarschaft hatte ihn häufig verprügelt. Eines Tages sah Benedito dieses und bat Pastinha, zu seinem Haus zu kommen, wo er ihm einige Dinge beibringen werde. Er schärfte ihm ein, seinen Gegner nicht zu provozieren, sondern seine Kampfkenntnisse so gut als möglich zu verbergen. Beim nächsten Zusammentreffen mit dem Jungen soll Pastinha ihn so schnell besiegt haben, dass der ältere Junge zu seinem Bewunderer wurde.
Mestre Pastinha hatte eine glückliche und bequeme Kindheit. Morgens besuchte er Malkurse an der Kunstschule Liceu de Artes e Ofício; während der Nachmittage spielte er mit Papierdrachen und lernte Capoeira. Er führte sein Training mit Benedito drei Jahre lang weiter.
Auf Wunsch seines Vaters besuchte er später eine Seemanns-Akademie. Er konnte deshalb sein Training nicht weiterführen, brachte aber auf der Schule seinen Freunden Capoeira bei. Im Alter von 21 Jahren verließ er die Schule, um ein hauptberuflicher Maler zu werden. In seiner Freizeit hat er im Geheimen weiterhin Capoeira trainiert, da es zu dieser Zeit in Brasilien immer noch illegal war.

## Die Capoeira Angola
Mestre Pastinha nahm 1941, einer Einladung von Aberrê – seinem früheren Schüler – folgend, an einer sonntäglichen Roda (Capoeira-Wettkampf) beim Ladeira do Gengibirra im Stadtteil Liberdade teil. Hier waren ständig auch die besten Meister anzutreffen.
Aberrê war schon lange berühmt in diesen Rodas, und nachdem Pastinha einen Nachmittag dort verbracht hatte, fragte ihn einer der besten Meister von Bahia, Mestre Amorzinho, ob er nicht Capoeira Angola unterrichten wolle. Als Ergebnis gründete Pastinha 1942 die erste Capoeira-Angola-Schule, das Centro Esportivo de Capoeira Angola im Stadtteil Pelourinho. Seine Schüler trugen schwarze Hosen und gelbe T-Shirts, die gleichen Farben die der Ypiranga Futebol Clube benutzte, Pastinha´s Lieblings-Fußballclub.
Er nahm mit der brasilianischen Delegation am „First International Festival de Artes Negras“ in Dakar (Senegal), teil. An diesem Festival waren auch Mestre João Grande, Mestre Gato Preto, Mestre Gildo Alfinete, Mestre Roberto Satanás und Camafeu de Oxossi dabei.

## Die letzten Jahre
Pastinha arbeitete als Schuhputzer, Schneider, Goldschürfer, Türsteher (leão de chácara) eines Casinos und Bauarbeiter am Porto de Salvador, um sein finanzielles Auskommen zu sichern. So konnte er das sein, was er am meisten wollte: ein Angoleiro.
Pastinha, alt, krank und fast komplett blind, wurde von der Verwaltung gebeten, sein Haus für Renovierungsarbeiten zu verlassen. Aber es wurde ihm nie wieder zur Verfügung gestellt – stattdessen wurde ein Restaurant und Geschäft darin untergebracht.
Pastinha starb als gebrochener Mann in Bitterkeit über seine Behandlung. Am Ende wurde Pastinha in einem Obdachlosenheim einquartiert (Abrigo D. Pedro II, Salvador da Bahia). Er beendete einsam sein Leben. Am 12. April 1981 trat er zum letzten Mal in der Roda an.
Mestre Pastinha starb im Alter von 92 Jahren am 13. November 1981. Nur einer seiner besten Schüler ist noch übrig, Mestre João Grande, der in New York sein Erbe weitergibt. Der letzte vorher noch lebende Schüler, Mestre João Pequeno, starb am 9. Dezember 2011 in Bahia.
Dr. C. Daniel Dawson hat später in seinem Buch Capoeira Angola und Mestre João Grande geschrieben: „Pastinha war ein brillanter Capoeirista, dessen Spiel durch seine Agilität, Schnelligkeit und Intelligenz charakterisiert werden kann (…). Pastinha wollte, dass seine Schüler die Anwendung, Philosophie und Tradition der reinen Capoeira Angola verstehen. Wie er sagte, „Ich praktiziere die wahre Capoeira Angola und in meiner Schule lernen die Schüler, aufrichtig und gerecht zu sein. Das ist das Gesetz der Angola. Ich habe es von meinem Großvater gelernt. Es ist das Gesetz der Loyalität. Die Capoeira Angola, die ich gelernt habe – ich habe sie in meiner Schule nicht verändert… Wenn meine Schüler etwas angehen, dann gehen sie es so an, dass sie alles darüber wissen wollen. Sie wissen es; dies ist Kampf, dies ist List. Wir müssen ruhig bleiben. Es ist kein offensiver Kampf. Capoeira wartet (…) Der gute Capoeirista muss singen können, Capoeira spielen können und die Instrumente der Capoeira spielen können.““